# Магна (Юта)
Магна (англ. Magna) — переписна місцевість (CDP) в США, в окрузі Солт-Лейк штату Юта. Населення — 29 251 особа (2020).

## Географія
Магна розташована за координатами 40°42′35″ пн. ш. 112°4′58″ зх. д. / 40.70972° пн. ш. 112.08278° зх. д. (40.709660, -112.082671).  За даними Бюро перепису населення США в 2010 році переписна місцевість мала площу 20,51 км², уся площа — суходіл.

## Демографія
Згідно з переписом 2010 року, у переписній місцевості мешкало 26 505 осіб у 7715 домогосподарствах у складі 6232 родин. Густота населення становила 1292 особи/км².  Було 8087 помешкань (394/км²).
Расовий склад населення:
| - 78,4 % — білих - 2,0 % — вихідців з тихоокеанських островів - 1,0 % — корінних американців - 0,9 % — чорних або афроамериканців - 0,8 % — азіатів - 13,3 % — осіб інших рас |

До двох чи більше рас належало 3,6 %. Частка іспаномовних становила 23,3 % від усіх жителів.
За віковим діапазоном населення розподілялося таким чином: 34,4 % — особи молодші 18 років, 60,0 % — особи у віці 18—64 років, 5,6 % — особи у віці 65 років та старші. Медіана віку мешканця становила 28,4 року. На 100 осіб жіночої статі у переписній місцевості припадало 102,1 чоловіків;  на 100 жінок у віці від 18 років та старших — 101,1 чоловіків також старших 18 років.
Середній дохід на одне домашнє господарство  становив 62 819 доларів США (медіана — 55 786), а середній дохід на одну сім'ю — 65 258 доларів (медіана — 58 573). Медіана доходів становила 42 000 доларів для чоловіків та 29 820 доларів для жінок. За межею бідності перебувало 13,6 % осіб, у тому числі 17,0 % дітей у віці до 18 років та 7,4 % осіб у віці 65 років та старших.
Цивільне працевлаштоване населення становило 12 953 особи. Основні галузі зайнятості: виробництво — 17,2 %, освіта, охорона здоров'я та соціальна допомога — 14,5 %, науковці, спеціалісти, менеджери — 13,0 %, роздрібна торгівля — 11,9 %.